# Ящин, Юрий Вячеславович
Юрий Вячеславович Ящин (род. 26 апреля 1967, Москва) — советский и российский хоккеист, защитник.

## Биография
Воспитанник московского «Спартака». В рамках прохождения армейской службе сезон 1985/86 провёл в молодёжной команде ЦСКА, затем, после «самоволки», пять месяцев служил в армейской части в Потсдаме. Уход из ЦСКА считал самой большой своей ошибкой в карьере. В сезоне 1987/88 играл в первой лиге за «Кристалл» Электросталь и дебютировал в чемпионате СССР за «Спартак», проведя два матча. Выступал за «Спартак» до 1993 года, также в это время играл за «Торпедо» Липецк (1988/89, 1989/90) и «Аргус» Москва (1991/92). Сезон 1993/94 провёл в шведском клубе «Пантерн». Отыграв сезон за «Спартак», в дальнейшем выступал за команды «Нефтехимик» (1995/96), «Металлург» Новотроицк (1995/96), «УралАЗ» (1996/97), «Спарта» Москва (1996/97), «Мечел» (1997/98), «Кристалл» Электросталь (1998/99 — 1999/2000), «Химик» Воскресенск (1999/2000), «Нефтяник» Альметьевск (2000/01), «Металлург» Серов (2000/01 — 2001/02), «Газовик» Тюмень (2001/02).
После завершения профессиональной карьеры игрок ветеранских команд, сборной полицейских.

## Достижения
- Серебряный (1991) и бронзовый (1992) призёр чемпионатов СССР — СНГ
- Обладатель Кубка Шпенглера (1989, 1990)
- Серебряный призёр чемпионата Европы среди юниоров 1985, лучший бомбардир сборной СССР — 5 (2+3), вошёл в символическую сборную турнира[1].